# François Joseph Paul de Grasse

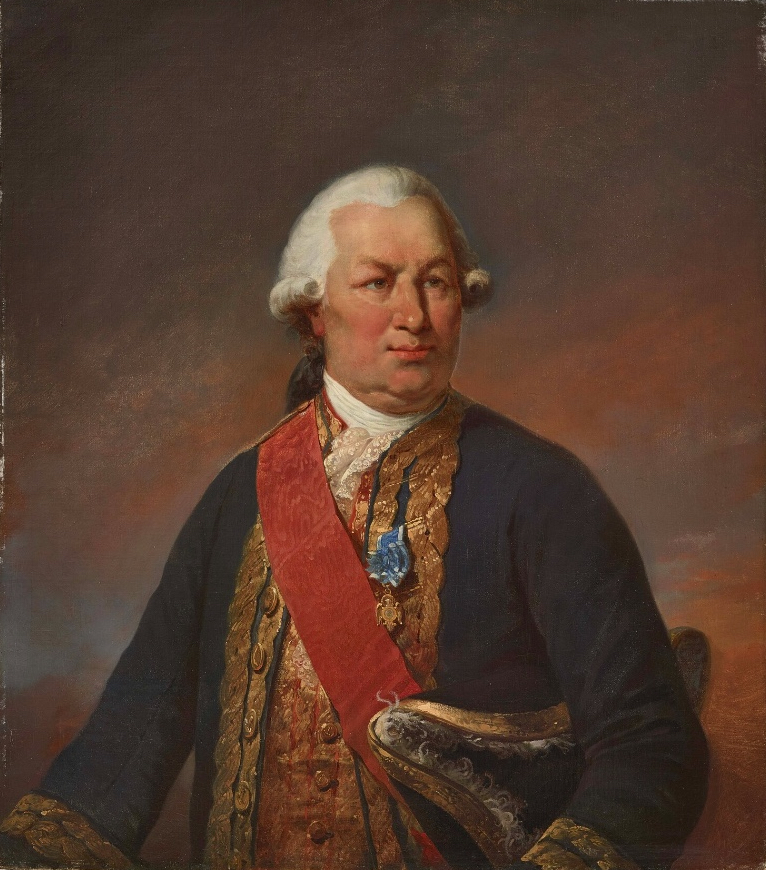
Comte de Grasse

François Joseph Paul, Comte de Grasse, Marquis de Grasetilly (* 13. September 1722 in Le Bar-sur-Loup, Frankreich; † 11. Januar 1788 in Paris), Ritter des Malteserordens und Kommandeur des Ordens vom heiligen Ludwig, war ein französischer Admiral, der – obwohl er nicht einmal amerikanischen Boden betreten hat – eine kurze, aber entscheidende Rolle im Amerikanischen Unabhängigkeitskrieg (1775–83) spielte.
Der Sieg seiner Flotte über die Royal Navy in der Chesapeake Bay am 5. September 1781 ermöglichte den Fall Yorktowns und trug so entscheidend zur Niederlage der Briten im Revolutionskrieg bei. George Washington bezeichnete ihn in einem Dankschreiben als „the Arbitrator of the War“ – den Entscheider des Krieges – und nach Jonathan R. Dull, Historiker an der Yale-Universität, erzielte Grasse den bedeutendsten Seesieg des 18. Jahrhunderts.

## Leben
François-Joseph-Paul, comte de Grasse wurde 1722 auf dem Schloss «Les Valettes» in Le Bar-sur-Loup bei Nizza als zehntes Kind des Grafen von Grasse geboren. Er trat im Alter von 11 Jahren in die Marineakademie in Toulon ein und begab sich 1734 an Bord einer Galeere der Flotte des Malteserordens. 1740 wechselte er in französische Dienste. 1747 geriet er bei der Zweiten Seeschlacht am Kap Finisterre in britische Gefangenschaft. 1754 wurde er zum Leutnant befördert. Im Siebenjährigen Krieg diente er vor allem im Mittelmeer und in Westindien. 1762 zum Capitaine de vaisseau befördert erhielt de Grasse im Januar 1763 sein erstes Kommando über das 64-Kanonen-Linienschiff Protée.

## Amerikanischer Unabhängigkeitskrieg
Als Kommandant des Linienschiffs Robuste nahm er im Juli 1778 unter d’Orvilliers an der Seeschlacht bei Ouessant teil. Unter d' Estaing kämpfte er 1779 in der Seeschlacht von Grenada und am 17. April 1780 unter de Guichen in der Seeschlacht vor Martinique.
Im Frühjahr 1780, nunmehr Lieutenant-général des armées navales (Vizeadmiral), übernahm er das Kommando über das Westindiengeschwader. Während er mit seinem Geschwader einen Konvoi nach Port Royal führte, traf er in der Nähe von Martinique am 29. April 1780 erstmals auf das britische Geschwader unter Hood. Nach einem Artillerieduell auf große Distanz endete das Gefecht ohne Entscheidung. 1781 stand der Krieg vor seiner Entscheidung. Cornwallis war mit seinen Truppen bei Yorktown von Amerikanern und Franzosen eingeschlossen. Eine Versorgung der britischen Truppen war nur über die Chesapeake Bay möglich. De Grasse, der französische Verstärkung aus Westindien anlandete, wurde von Washington dazu gedrängt, die Bucht mit seinem Geschwader zu blockieren. Im August 1781 beriet sich Grasse mit dem spanischen Offizier Francisco Saavedra de Sangronis — die beiden entwarfen einen Schlachtplan, die „Grasse-Saavedra-Vereinbarung“, die von den jeweiligen Regierungen bestätigt wurde. In der Seeschlacht von Chesapeake gelang es ihm, die britische Flotte unter den Admiralen Graves und Hood abzuwehren. Mit der Kapitulation der britischen Truppen in Yorktown am 19. Oktober 1781 war der Amerikanische Unabhängigkeitskrieg zu Land entschieden. Zwischen Frankreich und England war der Seekrieg um die westindischen Kolonien jedoch noch in vollem Gange.
Die Befreiung der Inseln über dem Winde (Antillen) war der zweite Teil des Plans. Am 11. Januar 1782 landete de Grasse französische Truppen auf St. Kitts, welche die britische Besatzung einschlossen. De Grasse deckte mit 26 Linienschiffen die Aktion. Dabei wurde er von Admiral Hood überrumpelt, der mit seiner Flotte von 22 Linienschiffen durch die Meeresstraße zwischen den Inseln St. Kitts und Nevis segelte und so zwischen der französischen Flotte und der Insel zu liegen kam. In der Seeschlacht von St. Kitts vom 25. und 26. Januar 1782 versuchte de Grasse zweimal vergeblich, die Briten von ihrer Position zu verdrängen. Da sich die britischen Truppen auf der Insel jedoch im Laufe des Tages ergeben mussten, war diese taktische Niederlage de Grasses dennoch ein strategischer Sieg der Franzosen.
Im weiteren Verlauf vereinigten sich die britischen Geschwader Hoods und des aus England zurückgekehrten Admirals Rodney und konnten nun offensiver vorgehen. Ein erstes Zusammentreffen beider Flotten mit nun je 30 Linienschiffen fand am 9. April 1782 bei Dominica statt. Zunächst kamen die acht Schiffe der britischen Vorhut mit 15 französischen Schiffen ins Gefecht. Als sich nach mehreren Stunden das britische Gros näherte, brach de Grasse den Kampf ab. Drei Tage später lagen sich die Flotten wieder gegenüber. In der Schlacht von Les Saintes wurden die Franzosen entscheidend geschlagen. Vier französische Linienschiffe mussten die Flagge streichen, und de Grasse geriet auf seinem Flaggschiff Ville de Paris in britische Gefangenschaft. Damit verzögerte sich die Umsetzung des dritten Teils der Vereinbarung von Grasse und Saavedra, die Invasion des britischen Jamaika.
Während seiner Gefangenschaft in London war er wesentlich an den Verhandlungen zur Beendigung des Revolutionskrieges beteiligt, die im Frieden von Paris mündeten. Er kehrte im August 1782 aus der Gefangenschaft nach Frankreich zurück und veröffentlichte seine Memoiren. Ein Kriegsgericht sprach ihn von einer Schuld an der Niederlage bei Les Saintes frei.
Vizeadmiral de Grasse starb am 11. Januar 1788 auf seinem Château de Tilly bei Paris und wurde am 16. Januar 1788 in der Kirche St-Roch in der Rue Saint-Honoré in Paris beigesetzt.
Schloss Tilly wurde während der Französischen Revolution niedergebrannt und die vier Kanonen, die er zum Dank für seine Verdienste im Revolutionskrieg erhalten hatte, wurden eingeschmolzen.

## Posthume Würdigung
Am 19. Oktober 1931, zum 150. Jahrestag des Sieges bei Yorktown, wurde an der Kirche von der Société des Cincinnati de France, deren Mitglied Grasse gewesen war, eine Gedenktafel angebracht. Im selben Jahr wurde in der Avenue des Nations-Unies in Paris eine Statue des französischen Bildhauers Paul Landowski (1875–1961) errichtet, die de Grasse an Bord seines Flaggschiffs Ville de Paris zeigt wie er Washington, Rochambeau und Lafayette zu einer Siegesfeier empfängt. Eine Kopie der Statue befindet sich im Musée Naval de la Citadelle in Toulon. Außerdem sind zahlreiche Straßen und Plätze in Frankreich nach de Grasse benannt. In Yorktown gibt es die Comte de Grasse Street.
Ein Kreuzer und eine Fregatte der Tourville-Klasse der französischen Marine und drei Kriegsschiffe der US-Navy sind nach de Grasse benannt. Das dritte und bisher letzte Schiff der US-Marine war die 1976 vom Stapel gelaufene und 1998 außer Dienst gestellte Comte de Grasse, ein Zerstörer der Spruance-Klasse.

## Werke
- Mémoire du comte de Grasse sur le combat naval du 12 avril 1782, avec les plans des positions principales des armées respectives. - 1782